# 熱核
数学の特に熱伝導や拡散の研究に現れる熱核（ねつかく、英: heat kernel）とは、ある適切な境界条件を課された特定の領域上での熱方程式（Heat equation）に対する基本解である。ラプラス作用素のスペクトルの研究においても重要な道具の一つであり、したがって数理物理学の分野を通して有用な概念である。熱核は、境界がある特定の温度（通常はゼロ）に固定された領域内のある点に単位熱源が時間 t = 0 に置かれた際の、その領域全体での温度変化を表現するものである。
次のような d-次元ユークリッド空間 Rd の熱核が、最も有名である。
{\displaystyle K(t,x,y)={\frac {1}{(4\pi t)^{d/2}}}e^{-|x-y|^{2}/4t}.\,}
これは、すべての t > 0 および x,y ∈ Rd に対して、次の熱方程式
{\displaystyle {\frac {\partial K}{\partial t}}(t,x,y)=\Delta _{x}K(t,x,y)\,}
の解となる。ただし初期条件は
{\displaystyle \lim _{t\to 0}K(t,x,y)=\delta (x-y)=\delta _{x}(y)}
で与えられる。ここで δ はディラックのデルタ関数で、この極限はシュワルツの超函数の意味での極限である。すなわち、コンパクトな台を持つなめらかなすべての函数 φ に対して
{\displaystyle \lim _{t\to 0}\int _{\mathbf {R} ^{d}}K(t,x,y)\phi (y)\,dy=\phi (x)}
が成り立つ。
Rd 内のより一般の領域 Ω について、上記のような陽的な定式化は一般に可能なものではない。次に述べる円板あるいは正方形領域の簡単な場合はそれぞれ、ベッセル函数とテータ函数を含むものである。しかし、熱核は（ディリクレ問題に対しては）任意の領域上で t > 0 に対して依然として存在し、滑らかである。実際、境界が十分正則であるような任意のリーマン多様体上で、そのような熱核は存在する。より正確に言うと、そのような一般の領域におけるディリクレ問題に対する熱核は、次の初期値境界値問題の解として与えられる。
{\displaystyle {\frac {\partial K}{\partial t}}(t,x,y)=\Delta K(t,x,y){\text{ for all }}t>0{\text{ and }}x,y\in \Omega }
{\displaystyle \lim _{t\to 0}K(t,x,y)=\delta _{x}(y){\text{ for all }}x,y\in \Omega }
{\displaystyle K(t,x,y)=0,\quad x\in \partial \Omega {\text{ or }}y\in \partial \Omega .}
このような場合に、任意の領域上での熱核の正式な表現を導出することは、困難ではない。実際、ある連結領域（あるいは境界を伴う多様体）U でのディリクレ問題を考える。そのラプラシアンに対するディリクレ問題の固有値を λn とする。すなわち、
{\displaystyle \left\{{\begin{array}{ll}\Delta \phi +\lambda \phi =0&{\text{in}}\ U\\\phi =0&{\text{on}}\ \partial U\end{array}}\right.}
が成立する。ここで φn はそれらの固有値に対応する固有函数であり、L2(U) において正規直交化されている。このとき、逆ディリクレラプラシアン Δ−1 はコンパクトかつ自己共役であり、したがってスペクトル定理からそのような固有値は
{\displaystyle 0<\lambda _{1}<\lambda _{2}\leq \lambda _{3}\leq \cdots ,\quad \lambda _{n}\to \infty }
を満たすものとなる。このとき、熱核は次のように表現される：
この級数を和の符号の下で形式的に微分すれば、熱方程式を満たすものであることが確かめられる。しかし、この級数の収束や正則性といった問題は、また慎重に考える必要がある。
熱核はまた、しばしば対応する積分変換と関連付けて考えられる。そのような積分変換は、コンパクトな台を持つなめらかな φ に対して
{\displaystyle T\phi =\int _{\Omega }K(t,x,y)\phi (y)\,dy}
のように定義される。スペクトル写像定理によって、次のような T の表現を得ることが出来る。
{\displaystyle T=e^{t\Delta }.}